# エクセルシアー重突撃戦車
エクセルシアー重突撃戦車（Tank, Heavy Assault, A33 (Excelsior) ）はイギリスのクロムウェル巡航戦車（A27）を原型とした試作戦車である。
“エクセルシアー”とは、ラテン語で「気品がある」「優れている」を意味するExcelsiorという単語の英語読みである。

## 概要
1942年8月のディエップの戦いの後、チャーチル歩兵戦車が予定通りの性能を発揮しないのではないかという懸念が生まれ、歩兵戦車と巡航戦車の役割を兼務する戦車が計画された。ドイツ軍戦車に対して巡航戦車は装甲が薄く、歩兵戦車は機動力が不足していた。さらにイギリス軍に供給されたアメリカ製戦車の信頼性の高さ、汎用性もイギリス軍には魅力的であった。こうした戦訓や技術的要望を加味して次期車種を模索し、新たに「突撃戦車」という概念が提示された。これを受け、イングリッシュ・エレクトリック社は、クロムウェル巡航戦車の車体から2種類の試作車両（A試作及びB試作）を生産した。
本車は巡航戦車と歩兵戦車の中間のような性能を有した。これは高速な歩兵戦車、重装甲な巡航戦車、といった性能が戦訓から要望されたことによる。これを踏まえて火力と装甲はクロムウェル巡航戦車よりも強化されていた。M4中戦車と比較しても火力と機動力が同等、装甲は凌駕している。しかしながら本車の量産はキャンセルされた。
理由としては、初期タイプのチャーチル戦車の問題が防御力と火力のアップデートが順調に進んで解決されたほか、近い将来にはクロムウェル巡航戦車の防御力の強化も進んで本車と同様の防御力が得られる見通しがあったことによる。さらに新規にラインを作り、量産準備を整えるまでもなく、イギリス軍はアメリカからM4中戦車が大量に入手できることや、生産現場のイングリッシュ・エレクトリック社の生産能力が限界に達していたことなどがあげられる。イギリスは使える車輛が1輌でも欲しい時期であり、量産のために生産車種を絞らざるを得ず、突出した性能を持たない新規車輛を生産するという試みは放棄された。これにともない本車の開発計画は中止された。

## 開発
1943年11月、試作1号車であるA試作が完成。A試作はアメリカ軍のM6重戦車からサスペンションを流用したものである。汎用性を高めるために車体と砲塔はクロムウェル戦車の設計を流用したうえで装甲厚を増強し、車体前面装甲は114mmに達した。搭載砲は長砲身の6ポンド砲である。完成した車輛はスタッフォードで1,600kmの試験走行を行った。路上最高速度は38km/hを発揮した。
試作2号車はA試作と構造が大きく異なっているためB試作の名が与えられた。大きな相違点はクロムウェル巡航戦車の走行装置を拡張したものを用いたことである。これはR/L式懸架装置と呼ばれるもので、ロールス・ロイス社の開発したものである。12月23日に完成したB試作は各種の試験を行ったが、M6重戦車の熟成された足回りに比較して、R/L懸架装置は脆弱であることが判明した。装甲の追加とオードナンス QF 75mm砲の使用が予定された。
ほか、軽量化されたC試作も企画されたが、B試作の不調の結果から製作がキャンセルされ、試案に終わった。
現在では、イギリスのボービントン戦車博物館に試作2号車が展示されている。

## 登場作品

### ゲーム
『World of Tanks』『World of Tanks Blitz』
イギリス プレミアム 重戦車としてExcelsiorが登場。
『War Thunder』
イギリスのイベント限定のプレミアム車両として登場。
『トータル・タンク・シミュレーター』
英国の改重戦車EXCELSIORとして登場。